# I Spit on Your Grave (película de 2010)
I Spit on Your Grave (titulada Escupiré sobre tu tumba en España y Dulce venganza en Hispanoamérica)  es una película estadounidense de violación y venganza de 2010; y una nueva adaptación de la película homónima de 1978. Fue dirigida por Steven R. Monroe, y protagonizada por Sarah Butler, Chad Lindberg, Daniel Franzese, Rodney Eastman, Jeff Branson y Andrew Howard.

## Sinopsis
Jennifer Hills es una escritora que busca un lugar tranquilo y apacible para escribir su segundo libro. Se dirige a una cabaña en un pueblo alejado y pequeño, en donde luego de pasar unos días, es violada por tres gasolineros, un enfermo mental y el comisario del pueblo. Creyendo que ella ha muerto, los cinco hombres se confían de su desaparición, pero ella regresa con una sola misión en mente: castigar brutalmente a todos los que se burlaron y aprovecharon de ella. Poco a poco, los hombres van cayendo uno a uno ante Jennifer, quien va ejecutándolos de forma metódica y sangrienta tomando así su venganza.

## Argumento
La novelista Jennifer Hills viaja desde la ciudad de Nueva York a Luisiana para trabajar en su próximo libro en privado. Cuando se pierde mientras busca la cabaña que ha alquilado, se detiene para buscar gasolina y pedir indicaciones. El asistente, Johnny, le da instrucciones serpenteantes escritas y se avergüenza tratando de coquetear con ella. Alrededor de la cabaña, Jennifer pasa los siguientes días escribiendo, bronceándose, caminando, fumando marihuana y bebiendo alcohol. Cuando las tuberías de la cabaña se obstruyen, Matthew, un tartamudo que tiene una discapacidad de interacción social, las arregla. Ella lo recompensa con un brusco beso de gratitud. Matthew luego les cuenta a Johnny y a sus amigos, Andy y Stanley, sobre su visita. Johnny, cuyo ego fue herido después del incidente de la estación de servicio, decide que Jennifer es esnob y necesita que se le «enseñe una lección».
Esa noche, los cuatro hombres se meten en la cabaña de Jennifer y se burlan de ella y la asaltan, aunque Matthew se niega a participar. Ella escapa al bosque y se topa con el comisario Storch y Earl, el dueño de la cabaña que está alquilando. Storch lleva a Jennifer de vuelta a la cabaña, pero cuando encuentra drogas y alcohol, también la tortura y Johnny, Matthew, Andy y Stanley regresan, y el grupo obliga a Matthew a violarla. Los cinco hombres luego la llevan afuera de la cabaña, donde la torturan ahogándola en un charco de agua. Jennifer les pide que se detengan, pero el comisario decide violarla analmente, mientras que Matthew mira indiferentemente y Stanley graba todo con su cámara de video. Luego Jennifer queda mareada y camina totalmente desnuda hacia un puente y, justo cuando Storch está a punto de dispararle, Jennifer cae al río y escapa. Cuando no la encuentran, Storch les dice a los demás que destruyan cualquier evidencia de sus crímenes, incluida la cinta de vídeo de Stanley.
Jennifer comienza a acechar a sus violadores para conocer los detalles de sus vidas. Stanley les dice a Andy y Johnny que su cámara ha sido robada, junto con la cinta de video de su asalto a Jennifer, que nunca había sido destruida. Más tarde, esa noche, Johnny oye ruidos fuera de su casa y encuentra evidencia que sugiere que Matthew se había estado escondiendo en el patio. Storch intercepta una cinta de video enviada a su esposa y se enfrenta a Stanley, Andy y Johnny para averiguar quién la envió. Johnny y Andy sospechan de Matthew, pero no saben dónde está. Después, cuando van a cazar, Storch mata a Earl con su escopeta, diciendo que se está ocupando de «cabos sueltos».
Matthew regresa a la cabaña, donde encuentra a Jennifer. Intenta disculparse con ella, pero ella le dice que no es suficiente y lo estrangula. Luego captura a Stanley en una trampa para osos, lo ata a un árbol, le mancha con tripas de pescado la cara y luego deja su cámara para grabar cómo los cuervos le comen los ojos, que ella abrió con anzuelos. Jennifer ahoga a Andy y le quema la cara en una bañera de solvente. Luego, ata a Johnny a las vigas de una casa abandonada y usa unos alicates para sacarle los dientes y unas tijeras de jardín para castrarlo, dejándolo desangrado hasta la muerte. Mientras los tortura, Jennifer repite a todos los hombres las burlas que habían usado contra ella antes.
Después de matar a Johnny, Jennifer visita a la familia de Storch, haciéndose pasar por la nueva maestra de su hija. Lleva a la hija al parque y, cuando Storch la rastrea allí, Jennifer lo deja inconsciente. Cuando se despierta, Jennifer lo viola analmente con su escopeta y le recuerda que ella era tan inocente como su propia hija. Ella une el extremo de una cuerda al gatillo y el otro extremo a la muñeca del inconsciente Matthew, que está sentado frente a Storch. Cuando Matthew se despierta, sus movimientos disparan la escopeta, que dispara una bala que atraviesa el ano y la boca de Storch antes de golpear a Matthew en el pecho, dejando a ambos hombres muertos. Sentada afuera, Jennifer escucha el disparo y se sienta en silencio escuchando a los pájaros mientras cantan.

## Reparto
- Sarah Butler[2] como Jennifer Hills.
- Chad Lindberg[3] como Matthew.
- Daniel Franzese[4] como Stanley.
- Rodney Eastman[5] como Andy.
- Jeff Branson[6] como John "Johnny" Miller.
- Andrew Howard[5] como Sheriff Storch.
- Tracey Walter[7] como Earl.
- Mollie Milligan[8] como Mrs. Storch.
- Saxon Sharbino[9] como Chastity Storch.
- Amber Dawn Landrum[10] como Chica en Estación.

## Crítica y recaudación
La recepción crítica de la película fue mayormente negativa, obteniendo un índice de 34 % en Rotten Tomatoes. En Metacritic recibió un índice de 27 % basado en 14 críticas. Roger Ebert le dio a la película cero estrellas (la misma calificación que le dio a la versión original), y la describió como «un despreciable remake de una despreciable película de 1978». Añadió que la película añade un «falso sentido de equivalencia moral», declarando «Si yo te violo, he cometido un crimen, si me matas, has cometido otro crimen. Lo ideal es que ninguno se hiciera daño en primer lugar». Ebert agregó que reconocía que esta versión se había hecho «profesionalmente», a diferencia de la original que carecía de cualquier tipo de habilidad artística, sin embargo, consideró esta versión mucho más ofensiva, ya que dedica demasiado tiempo a las escenas de violencia contra la protagonista y reduce su venganza a un montón de imposibilidades caricaturescas.
La película fue un fracaso de taquilla recaudando 572 mil dólares con un presupuesto de casi 2 millones. Sin embargo su recaudación llegó a ser significativa en DVD, lo que propició dos secuelas más.

## Antecedentes
CineTel Films adquirió los derechos para rehacer la película, con la recién llegada Sarah Butler asumiendo el papel de Jennifer Hills y Steven R. Monroe como director. Debido a la violencia gráfica y la desnudez presentada, la película se estrenó bajo el título de I Spit on Your Grave: Unrated.

## Secuelas
En 2012 se estrenó I Spit on Your Grave 2, que se centra en una joven aspirante a actriz, que es brutalmente violada y torturada por unos sujetos de origen búlgaro. La cinta fue dirigida por Steven R. Monroe y protagonizada por Jema Dallender. En 2015 llegó una tercera secuela titulada I Spit on Your Grave III: Vengeance is Mine, con Sarah Butler retomando su papel como Jennifer Hills.